# Tiina Lillak
Ilse Kristiina (Tiina) Lillak (Helsinki, 15 april 1961) is een voormalige Finse speerwerpster. Halverwege de jaren tachtig van de 20e eeuw behoorde ze tot de wereldtop. Ze was de eerste wereldkampioene en werd meervoudig Fins kampioene in deze discipline. Ook verbeterde ze tweemaal het wereldrecord bij het speerwerpen.

## Biografie

### Eerste wereldrecord
Op negentienjarige leeftijd werd Lillak met een veertiende plaats op de Olympische Spelen van 1980 in Moskou uitgeschakeld. In 1982 verbeterde ze voor de eerste maal in haar geboortestad het wereldrecord tot 72,40 m. Op de Europese kampioenschappen van 1982 in Athene werd ze vierde met 66,26. De Griekse Anna Verouli won deze wedstrijd en de bronzenmedaillewinnares Sofia Sakorafa verbeterde later dat jaar in september het wereldrecord tot 74,20 m.

### Eerste wereldkampioene speerwerpen
Op 13 juni 1983 veroverde Tiina Lillak het wereldrecord terug door 74,76 te werpen. Op 13 augustus 1983 vond in Helsinki de speerwerpfinale plaats van de allereerste wereldkampioenschappen, die werden gehouden. Voor eigen publiek wist ze deze finale te winnen door in haar laatste beurt 70,82 te werpen. Hiermee versloeg ze de Britse nummer twee Fatima Whitbread, die in tranen de atletiekbaan verliet. Het hele seizoen was zeer succesvol voor Lillak, waarbij ze zestienmaal verder dan 70 m wierp en geen enkele wedstrijd verloor.

### Olympisch zilver
Op de Olympische Spelen van 1984 in Los Angeles kwam Lillak in haar tweede, tevens laatste, geldige poging tot 69,00 en won hiermee een zilveren medaille achter Tessa Sanderson (goud) en voor Fatima Whitbread (brons). Opmerkelijk was dat Lillak deze prestatie leverde, terwijl zij werd gehinderd door een gebroken botje in haar voet. Op de EK van 1986 behaalde ze met 66,66 een vierde plaats. Op de WK van 1987 in Rome won Whitbread opnieuw de wedstrijd en moest Tiina Lillak met 66,82 genoegen nemen met een zesde plaats. Op de Olympische Spelen van 1988 in Seoel wist ze zich met 60,06 net niet te kwalificeren voor de finale.
In 1992 zette Lillak, gehinderd door verschillende blessures, een punt achter haar sportcarrière.

## Titels
- Wereldkampioene speerwerpen - 1984
- Fins kampioene speerwerpen - 1980, 1981, 1983, 1985, 1986, 1987, 1990

## Persoonlijk record
| Onderdeel               | Prestatie       | Datum        | Plaats  |
| ----------------------- | --------------- | ------------ | ------- |
| speerwerpen (oud model) | 74,76 m (ex-WR) | 13 juni 1983 | Tampere |

## Wereldrecords
| Afstand (m) | Datum      | Plaats   |
| ----------- | ---------- | -------- |
| 72,40       | 29.07.1982 | Helsinki |
| 74,76       | 13.06.1983 | Tampere  |

## Palmares

### speerwerpen (oud model)
- 1992: 4e EK - 66,26 m
- 1983:  Europacup B - 70,04 m
- 1983:  WK - 70,82 m
- 1984:  OS - 69,00 m
- 1985:  Europacup B - 66,20 m
- 1986:  Grand Prix Finale - 65,46 m
- 1986: 4e EK - 66,66 m
- 1987: 6e WK - 66,82 m
- 1990: 9e EK - 58,80 m

1983 Tiina Lillak ·
1987 Fatima Whitbread ·
1991 Xu Demei ·
1993 Trine Hattestad ·
1995 Natalja Sjykolenko ·
1997 Trine Hattestad ·
1999 Mirela Maniani ·
2001 Osleidys Menéndez ·
2003 Mirela Maniani ·
2005 Osleidys Menéndez ·
2007 Barbora Špotáková ·
2009 Steffi Nerius ·
2011 Barbora Špotáková ·
2013 Christina Obergföll ·
2015 Katharina Molitor ·
2017 Barbora Špotáková ·
2019 Kelsey-Lee Barber ·
2022 Kelsey-Lee Barber ·
2023 Haruka Kitaguchi